# Dorfschwalben aus Österreich
Dorfschwalben aus Österreich (Rondini di villaggio d'Austria) op. 164 è un valzer viennese composto da Josef Strauss nel 1864.
Nella composizione del valzer, Strauss trasse ispirazione dalla novella di August Silberstein "Dorfschwalben aus Österreich". Il valzer venne suonato per la prima volta in pubblico al Volksgarten di Vienna il 6 settembre del 1864. La polka-mazurka "Frauenherz" fu presentata nella medesima occasione. "Frauenherz" e "Dorfschwalben aus Österreich", considerate le migliori composizioni di Josef Strauss, vennero inoltre suonate durante la cerimonia funebre di quest'ultimo sotto la direzione del fratello Johann.
Il valzer venne proposto nei seguenti concerti di Capodanno di Vienna:
- 1947 – Josef Krips
- 1956 – Willi Boskovsky
- 1963 – Willi Boskovsky
- 1977 – Willi Boskovsky
- 1986 – Lorin Maazel
- 1992 – Carlos Kleiber
- 2001 – Nikolaus Harnoncourt
- 2008 – Georges Prêtre
- 2015 – Zubin Mehta
- 2025 – Riccardo Muti